# Университет Верхнего Эльзаса
Университет Верхнего Эльзаса — французский университет, относится к академии Страсбург. Верхний Эльзас — историческое название южной части Эльзаса, которое примерно соответствует нынешнему региону Верхний Рейн. В университет входят 4 факультета, 2 института, 2 высшие школы и университетский образовательный центр. В 2017 году отсутствует в академическом рейтинге университетов мира в списке 500 лучших. C 1 января 2009 года получил статус автономного университета согласно закону n°2007-1199 в числе первых 18 французских университетов получивших этот статус.

## Описание
В Университете Верхнего Эльзаса обучается по состоянию на 2016 год 8 310 студентов, более 6000 в Мюлузе и более 1700 в Кольмаре.
Бюджет университета в 2014 году составлял 99,5 млн. €. Участвует в партнерстве с Страсбургским университетом и fr:Eucor - Le campus européen.
В университете имеется 5 кампусов: 3 в Мюлузе (кампус Илльберг, кампус Collines и кампус в Ла Фондери (исторический промышленный район компании André Koechlin & Cie предшественника Alstom, где с 1839 года строили поезда)) и 2 в Кольмаре, который разбит на две части: Грилленбрейт в центре города и Биополь (специализирующийся на агрономии) на юге. Национальная высшая школа химии Мюлуза была интегрирована в университет в 2006 году после того, как в результате взрыва в одной из лабораторий значительная часть школы была разрушена.

## Направления обучения
По состоянию на апрель 2018 года имеет 5 основных направлений обучения:
- Interculturalité
- Право, политика и общество (Droit, politique et société)
- Управление (Gestion)
- Науки и устойчивое развитие (Sciences et développement durable)
- Цифровой и индустрии будущего (Numérique et industrie du futur)

Включает также области образования: филологию, языки и гуманитарные науки, бизнес. В общем предлагает более 170 специальностей.
Также имеются программы уровня сертификат по языкам, информатике и другим направлениям.

## Исследования
Имеет 16 лабораторий по 3 направлениям:
- химия, физика, материалы и экология
- инженерные науки
- гуманитарные науки